# Zhu (músico)
Steven Zhu (San Francisco, California, 28 de abril de 1989), más conocido como Zhu (estilizado como ZHU), es un cantante, DJ y productor estadounidense de origen chino. Firmó con las discográficas Mind of a Genius Records y Columbia Records. Hasta mediados de 2014, ZHU mantuvo su identidad en el anonimato, pidiendo ser juzgado solo por su música.
Su álbum de debut, Generationwhy, fue publicado el 29 de julio de 2016.